# 김규진 (서화가)
김규진(金奎鎭, 1868년~1933년)은 대한제국와 일제강점기의 서예가, 화가이다. 자는 용삼(容三), 호는 해강(海岡)이며 본관은 남평(南平)이다.

## 생애
소년시절에 외숙부인 소남 이희수(少南 李喜秀)에게서 글씨를 배우고 18세 때 청나라에 유학하여 남북 각지의 명승고적을 두루 돌아보고 명인 묵객들과 사귀며 서화의 견식을 넓히고 10년만에 귀국했다. 고종황제의 어명으로 왕세자 영친왕의 스승으로 서화를 가르쳤으며, 벼슬은 시종관을 지냈다. 조석진, 안중식과 함께 활약하는 한편 ‘서화연구회(書畵硏究會)’를 창설하고 후진을 지도 육성했으며 경향 각지에서 전람회를 열기도 했다.

## 작품 및 평가

해강 김규진의 총석정절경도, 창덕궁 희정당 소장

예서·행서·해서·초서 등 각 서체와 그림에 능하였으며, 묵화를 잘 그렸다. 특히 묵죽(墨竹)은 그를 따를 사람이 없었고 서예는 대자(大字)를 잘 써서 전국의 정사누대와 사찰마다 필적을 남기지 않은 곳이 없을 만큼 다작한 것으로 유명하다. 유작으로 〈묵죽도(墨竹圖)〉, 〈유연도(柳燕圖)〉, 〈월야죽림계류도(月夜竹林溪流圖)〉, 〈왕죽도(王竹圖)〉가 있다. 그 밖에 〈외금강 만물상도〉, 〈해금강 총석정도〉은 희정당이 화재로 다시 지어질 때 응접실에 걸었는데, 현재에도 그 자리에 있다. 저술로는 《죽란보(竹蘭譜)》, 《서법진결(書法眞訣)》이 있다.

## 가족 관계
- 아들 청강 김영기도 동양화가이다.